# Via ferrata Franco Galli
La via ferrata Franco Galli è un sentiero attrezzato che risale dalla frazione Valmorbia, in Vallarsa, alla sommità del Monte Corno Battisti con alcuni passaggi in galleria. È stata inaugurata il 23 agosto 1987.